# Хельмесбергер, Георг
Георг Хельмесбергер (нем. Georg Hellmesberger; 24 апреля 1800, Вена — 16 августа 1873, Вена) — австрийский скрипач и дирижёр. Отец Йозефа и Георга Хельмесбергеров, дед Йозефа Хельмесбергера-младшего.
В детстве пел в Венском хоре мальчиков, был солистом Придворной капеллы. Свой первый сольный концерт Георг дал в 1819 году. Затем учился в Венской консерватории у Йозефа Бёма, с 1821 г. работал ассистентом в его классе, изучал также композицию под руководством Э. А. Фёрстера. В 1833—1867 гг. преподавал там же, одновременно будучи на протяжении ряда лет концертмейстером Венской придворной оперы. Среди учеников Хельмесбергера были, помимо его сыновей, Якоб Донт, Эдуард Раппольди, Анна Саксе-Гофмейстер и другие видные исполнители.